# Fedora Barbieri

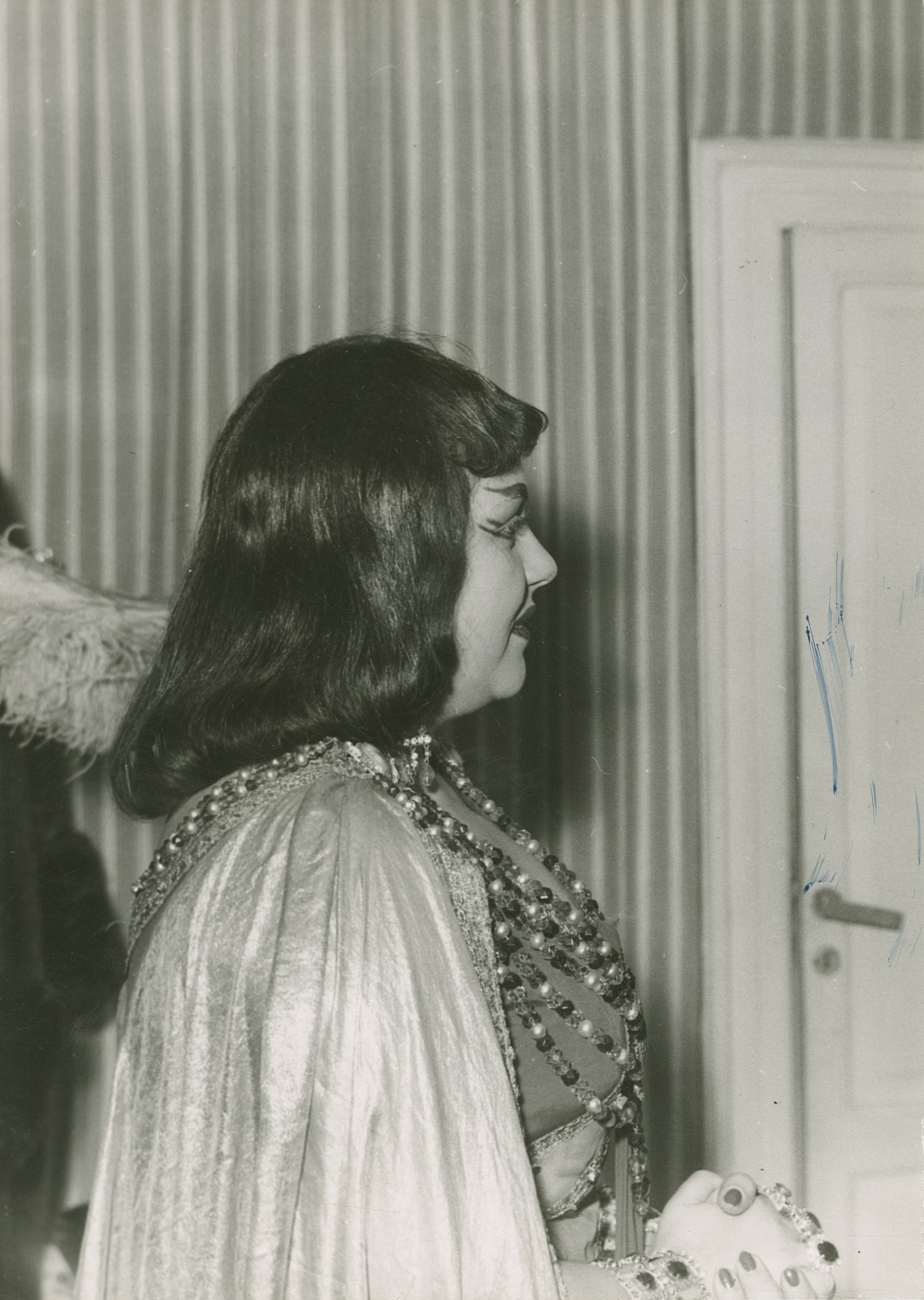
Fedora Barbieri (1955)

Fedora Barbieri (* 4. Juni 1920 in Triest; † 4. März 2003 in Florenz) war eine italienische Opernsängerin (Mezzosopran).

## Leben
Ihr Debüt gab sie 1940 in Florenz als Fidalma in Domenico Cimarosas Il matrimonio segreto. Sie unterbrach die Karriere 1943 wegen ihrer Heirat und begann wieder im Jahre 1945. Barbieri war bis zu ihrem Bühnenabschied an der Mailänder Scala, aber auch in London, Wien und New York zu hören.
Sie gehörte dem Ensemble der Metropolitan Opera von 1950 bis 1954 und 1956 an. Von 1955 bis 1958 gehörte Barbieri zum Ensemble der Festspiele von Verona. 1977 konnte man sie dort noch einmal in der Rolle der Gertrude in der Oper Romeo et Juliette von Charles Gounod erleben. 1987 trat sie bei den Puccini-Festspielen in Torre del Lago neben Giuseppe Taddei noch als Zita in Gianni Schicchi auf. Auch nach ihrem Bühnenabschied nahm sie noch bis 1990 Schallplatten auf.

## Filmografie (Auswahl)
- 1982: Rigoletto – Regie: Jean-Pierre Ponnelle
- 1982: Cavalleria rusticana – Regie: Franco Zeffirelli